# Station Nijmegen Lent
Station Nijmegen Lent is een spoorwegstation in het Gelderse Lent (gemeente Nijmegen) aan de spoorlijn Arnhem - Nijmegen.
Het eerste station in Lent werd geopend in 1882. Deze halte telde weinig reizigers en werd in 1934 dan ook gesloten. Tijdens de Tweede Wereldoorlog werd de halte nog tweemaal tijdelijk heropend in 1940 en 1941, nadat de spoorbrug over de Waal was opgeblazen en nogmaals in 1945 na de verwoesting van de spoorbrug tijdens de Operatie Market Garden. Lent was tijdelijk het eindpunt voor de treinen vanuit Arnhem.
In juni 2002 werd op de spoordijk een nieuw station Nijmegen Lent geopend om het stadsdeel Nijmegen-Noord (Waalsprong) te gaan bedienen. Feitelijk was er elf jaar lang sprake van een tijdelijke halteplaats zonder stationsgebouw. De (onoverdekte) perrons aan het verhoogde spoor waren alleen toegankelijk via trappen en hellingbanen.
Op 25 juli 2013 werd het nieuwe station, dat ook een lift heeft, in gebruik genomen. Dit station ligt 250 meter zuidelijker dan het tijdelijke station.

## Bediening per trein
| Serie | Treinsoort    | Route                                                                                       | Bijzonderheden |
| ----- | ------------- | ------------------------------------------------------------------------------------------- | --- |
| 6600  | Sprinter (NS) | Dordrecht – Breda – Tilburg – 's-Hertogenbosch – Nijmegen – Nijmegen Lent – Arnhem Centraal | Rijdt alleen doordeweeks tot 19:00 uur tussen Nijmegen en Arnhem Centraal v.v.                                                                               |
| 7600  | Sprinter (NS) | Wijchen – Nijmegen – Nijmegen Lent – Arnhem Centraal – Dieren – Zutphen                     | 's Avonds na 20:00 uur en op zondag wordt er niet tussen Nijmegen en Wijchen v.v. gereden en wordt 1x per uur gereden tussen Arnhem Centraal en Zutphen v.v. |

## Bediening per bus
Rond het station zijn twee bushaltes aanwezig. Alle buslijnen die station Nijmegen Lent aandoen stoppen bij de bushalte "Station Lent Laauwikstraat" aan weerszijden van de Prins Mauritssingel ter hoogte van het kruispunt met de Laauwikstraat. De bushalte aan de oostzijde van de Prins Mauritssingel is alleen te bereiken via de fiets- en voetgangerstunnel. Vanwege de loopafstand en het risico dat mensen de drukke singel direct oversteken is er voor lijn 331 een bushalte geplaatst langs de busbaan ter hoogte van het Van der Valk Hotel. Deze halte draagt de naam "Station Lent". Lijn 331 stopt in beide richtingen zowel bij "Station Lent" als bij "Station Lent Laauwikstraat". De overige lijnen (15 & 300) stoppen alleen bij "Station Lent Laauwikstraat".

## Afbeeldingen

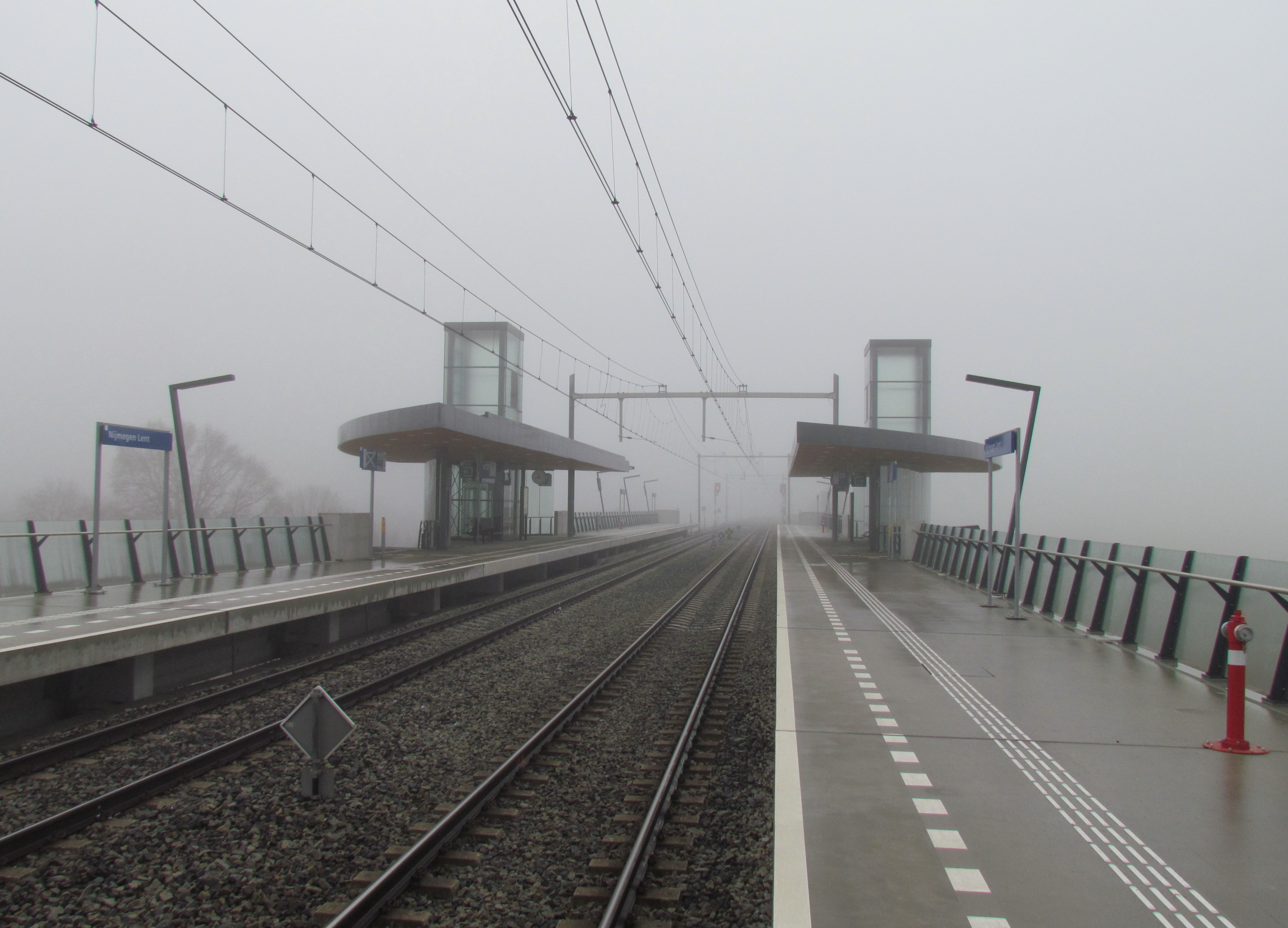
Station op een mistige dag
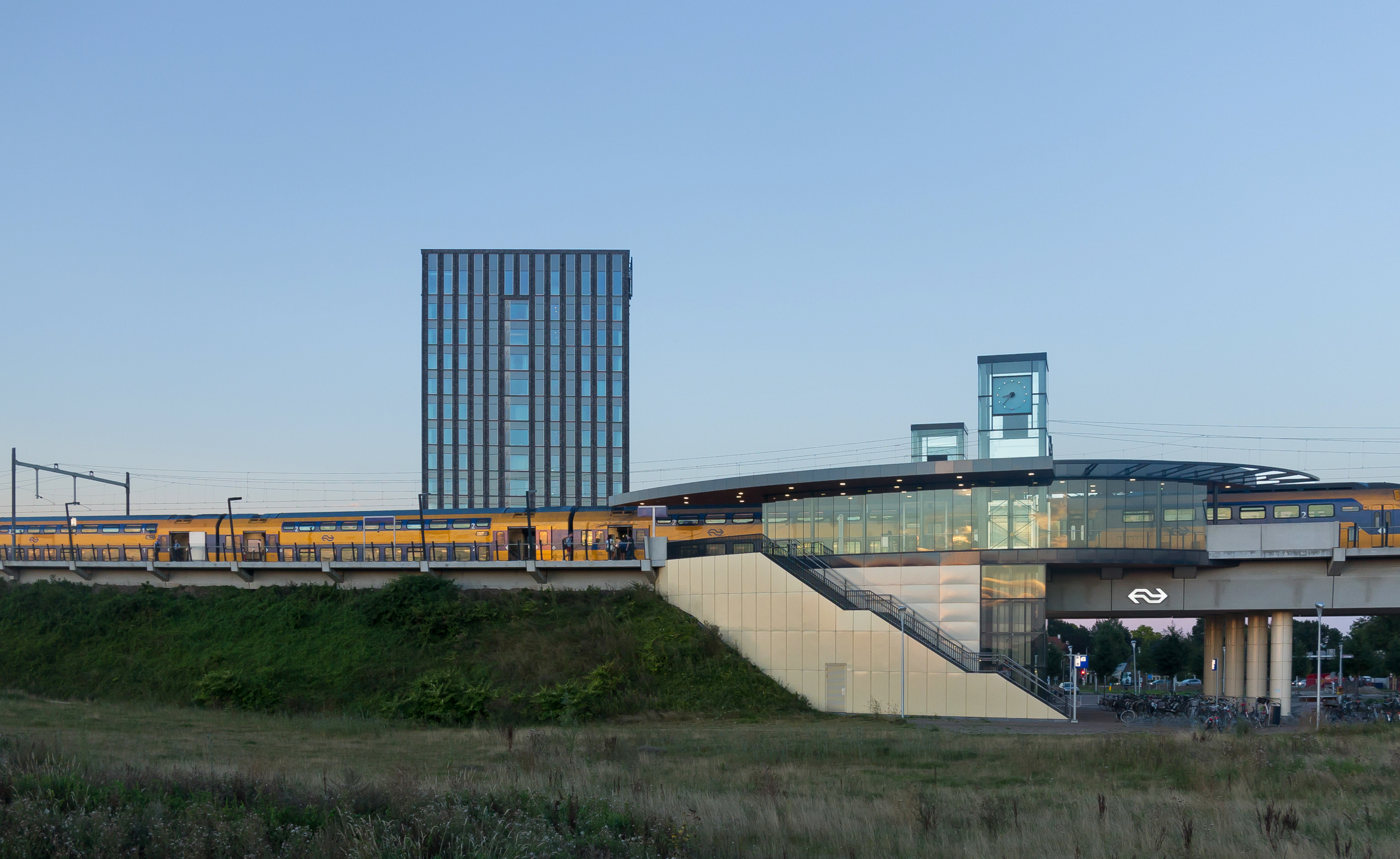
Treinstation Nijmegen-Lent
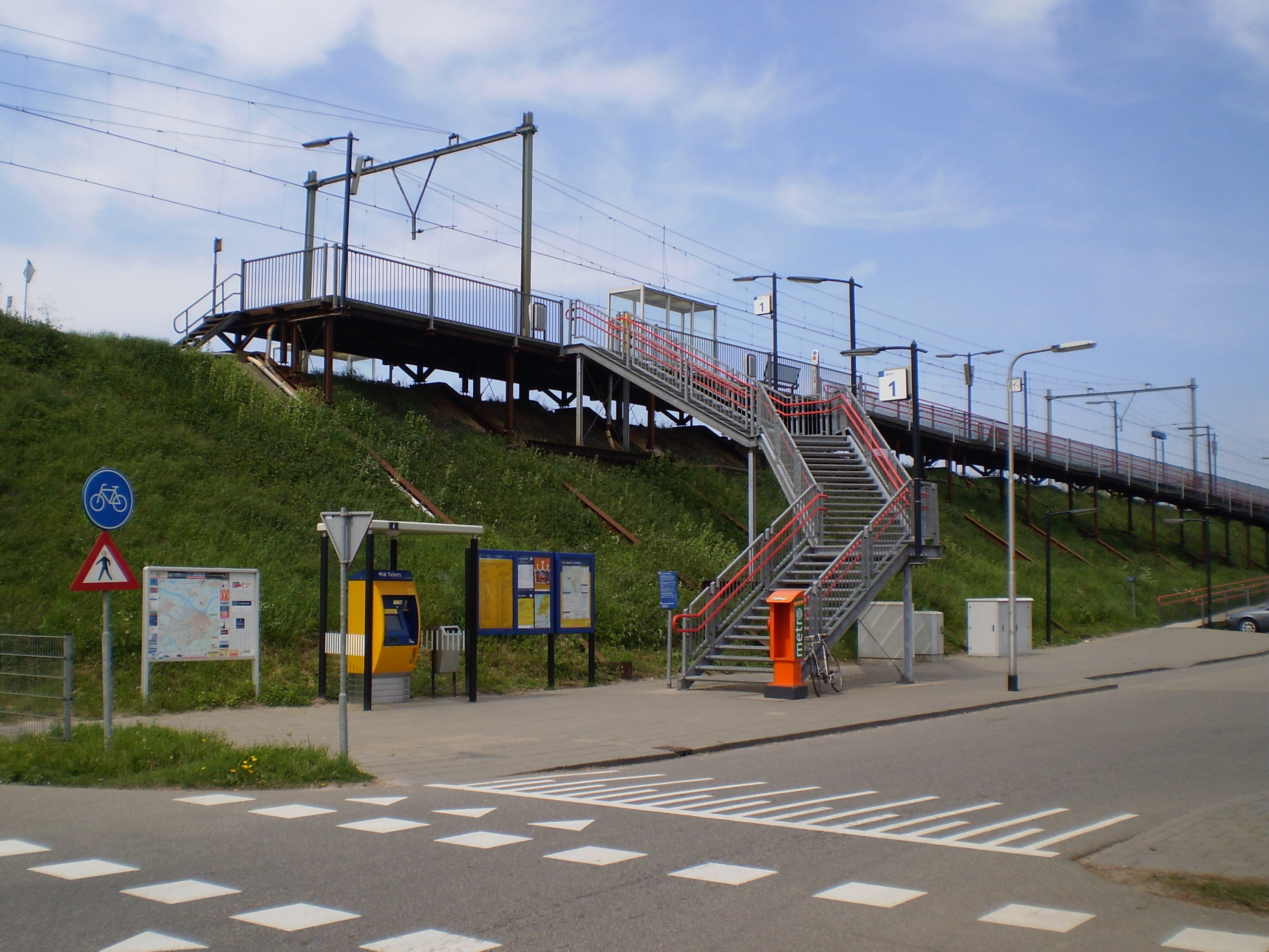
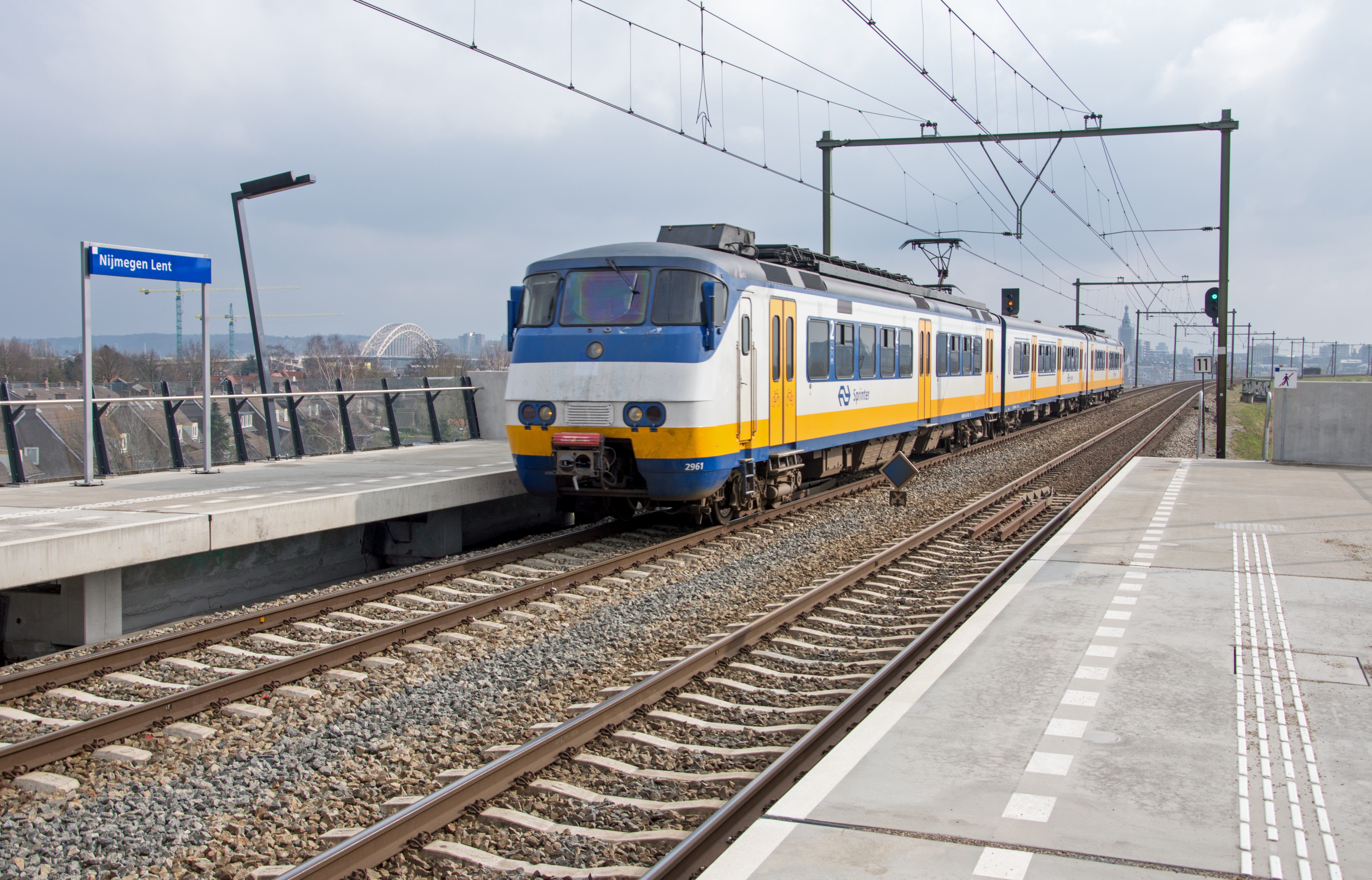
SGM op het station
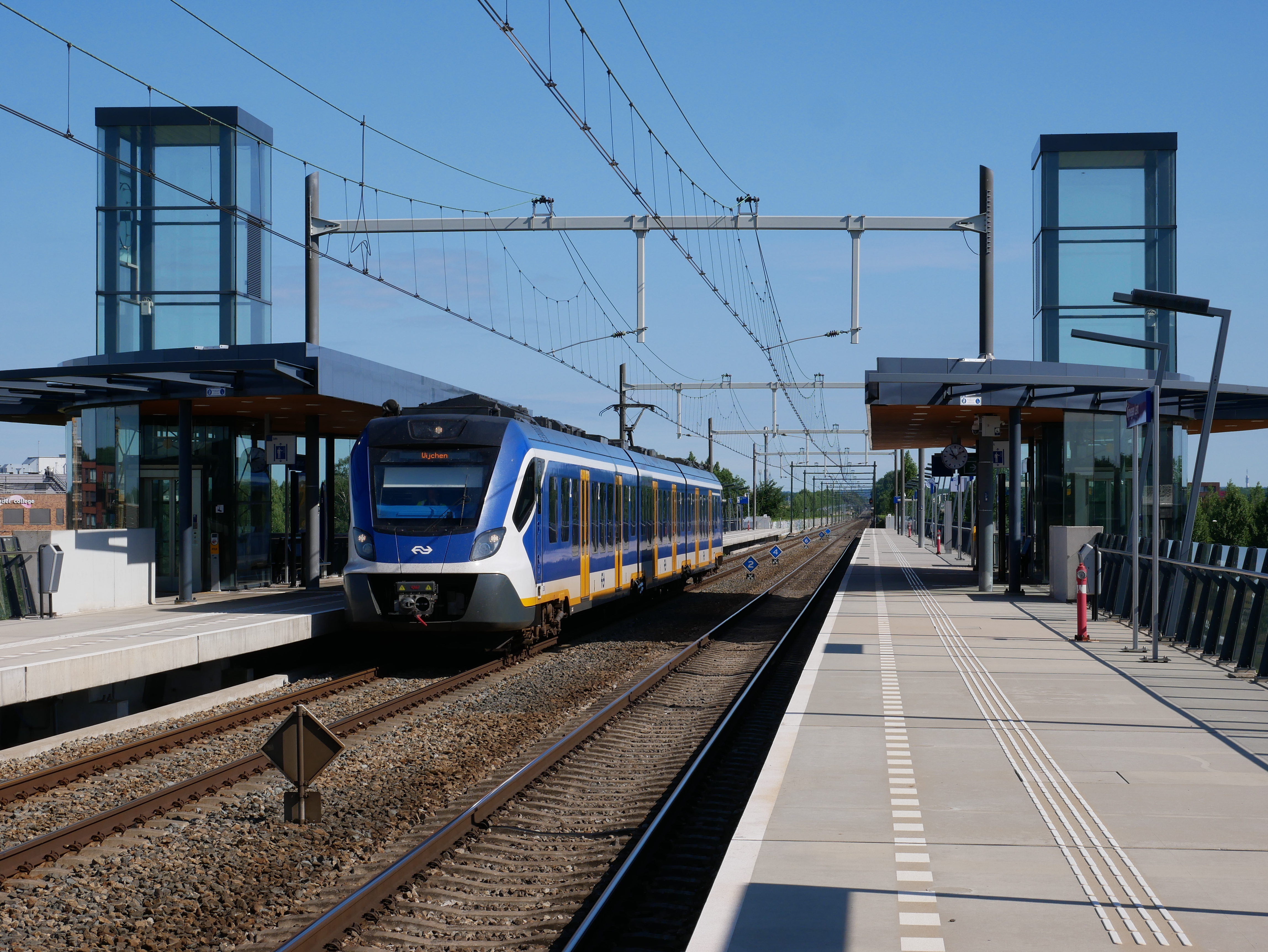
SNG op het station
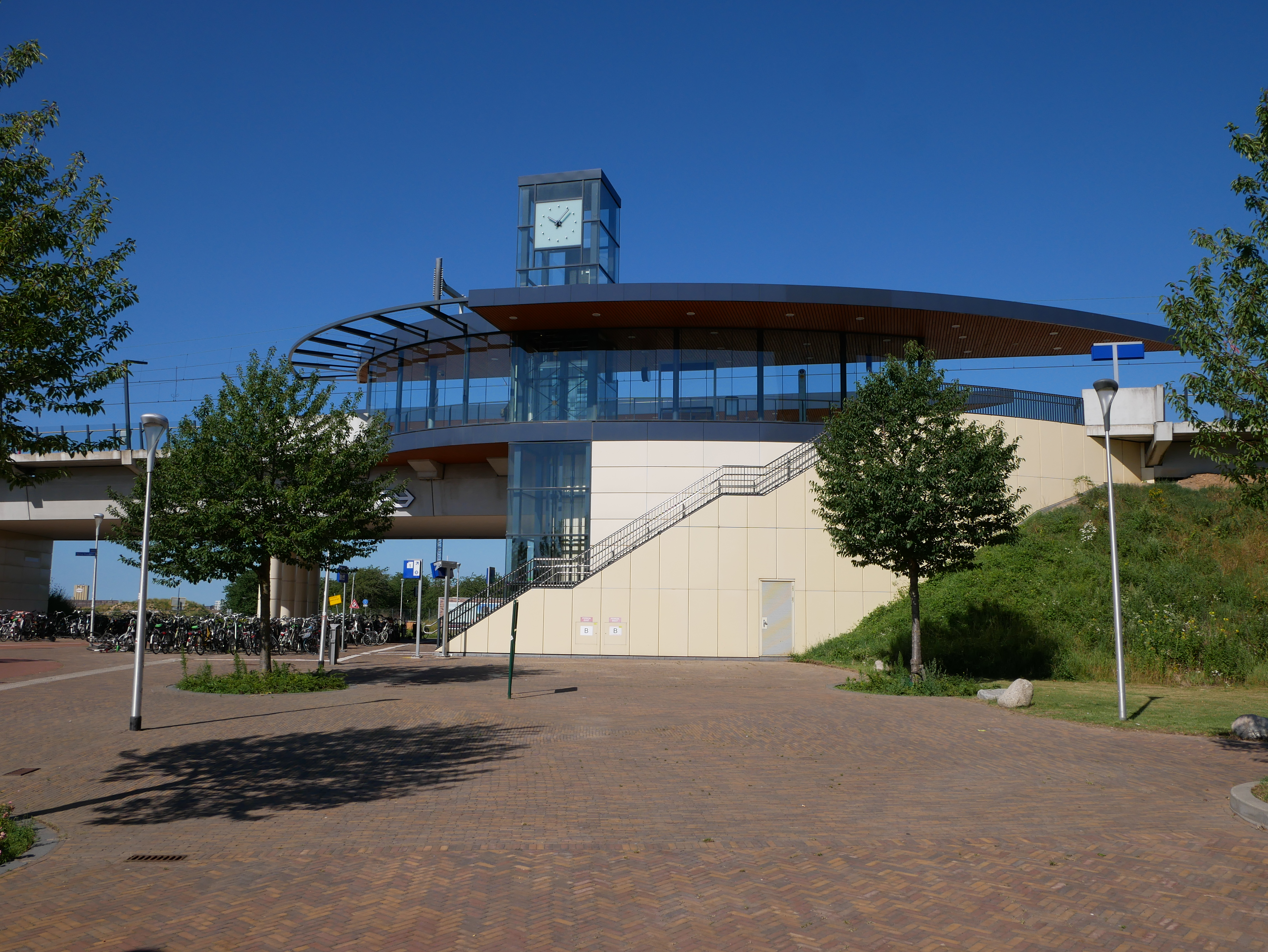
Station in 2022
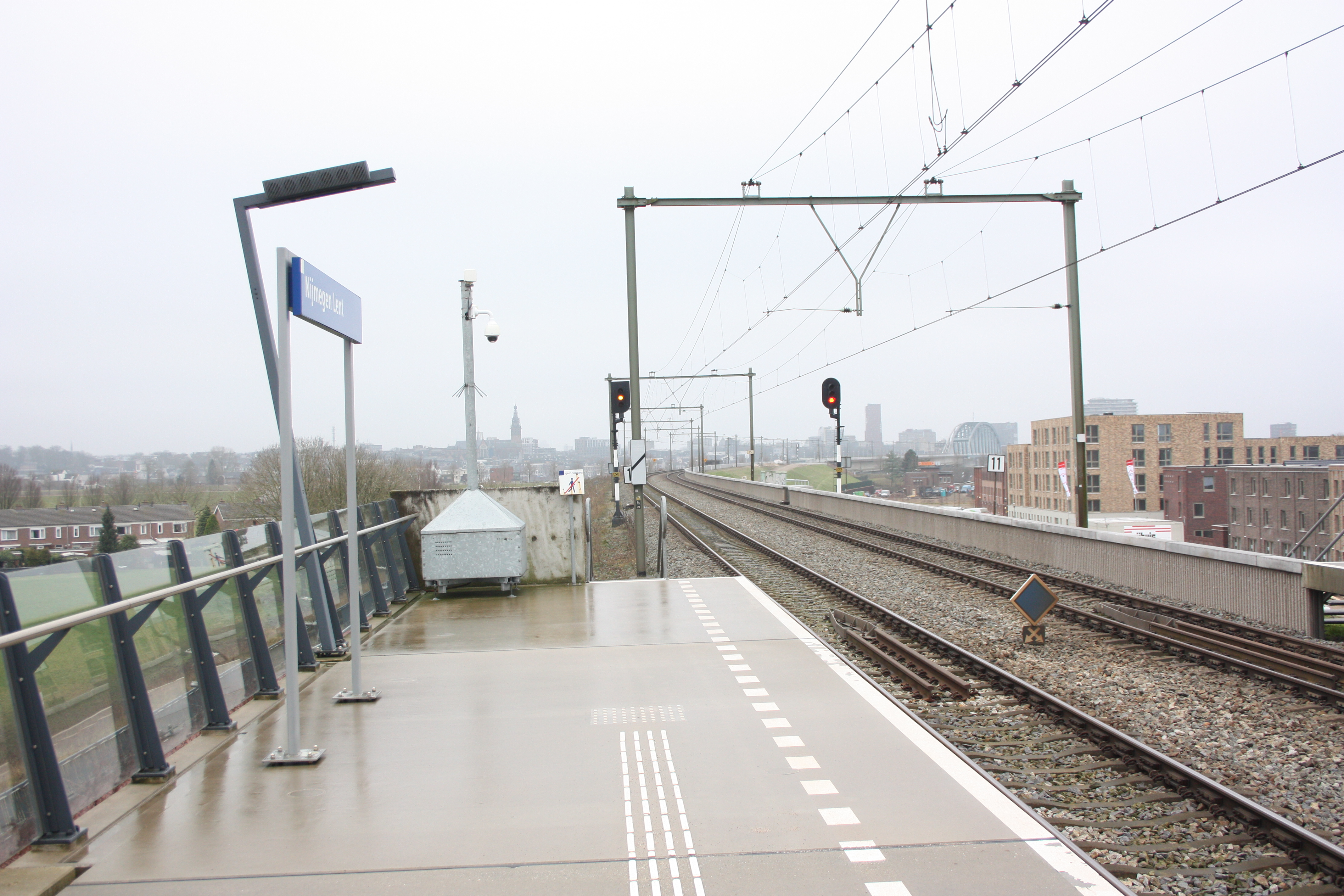
Zicht op het centrum van Nijmegen vanaf het perron

## Ontwikkeling aantal reizigers
Het aantal door NS vervoerde reizigers (per gemiddelde werkdag) ontwikkelde zich sedert 2019 als volgt:
| Jaar | Aantal reizigers |
| ---- | ---------------- |
| 2019 | 1.477            |
| 2020 | 657              |
| 2021 | 690              |
| 2022 | 1.109            |
| 2023 | 1.346            |
| 2024 | 1.535            |